# Adelostemma gracillimum
Adelostemma gracillimum är en oleanderväxtart som först beskrevs av Wallich och Robert Wight, och fick sitt nu gällande namn av J. D. Hooker. Adelostemma gracillimum ingår i släktet Adelostemma och familjen oleanderväxter. Inga underarter finns listade i Catalogue of Life.